# Де лос Сантос, Лукас
Лукас Пол де лос Сантос Диас (исп. Lucas Paul de los Santos Ruiz Díaz; род. 26 июля 2001, Пайсанду) — уругвайский футболист, полузащитник клуба «Пуэбла».

## Клубная карьера
Де лос Сантос — воспитанник клуба «Дефенсор Спортинг». 5 октября 2021 года в матче против «Сентраль Эспаньол» он дебютировал в уругвайской Сегунде. По итогам сезона клуб вышел в элиту. 14 февраля 2022 года в матче против «Пеньяроля» он дебютировал в уругвайской Примере. Летом 2023 года де лос Сантос перешёл в мексиканскую «Пуэблу». 